# Syver Wærsted
Syver Westgaard Waersted (8 augustus 1996, Porsgrunn) is een voormalig Noors wielrenner .

## Overwinningen
2016
Scandinavian Race in Uppsala
2018
3e etappe Ronde van Rhodos
Ringerike GP

## Resultaten in voornaamste wedstrijden
|      | \| Jaar \| Amstel Gold Race \| Parijs-Tours \| \| ---- \| ---------------- \| ------------ \| \| 2020 \| \| 103e \| \| 2021 \| 102e \| \| |              |
| Jaar | Amstel Gold Race | Parijs-Tours |
| 2020 | | 103e         |
| 2021 | 102e |              |

## Ploegen
- 2015 –  Team Ringeriks-Kraft (stagiair vanaf 1-8)
- 2016 –  Team Ringeriks-Kraft
- 2017 –  Uno-X Hydrogen Development Team
- 2018 –  Uno-X Norwegian Development Team
- 2020 –  Uno-X Norwegian Development Team
- 2021 –  Uno-X Pro Cycling Team
- 2022 –  Uno-X Pro Cycling Team

Abrahamsen · Foss · Kristiansen · K. Kulset · S. Kulset · Resell · Rudland · Saugstad · A. Skaarseth · I. Skaarseth · Sleen · Træen · Ullebø · Wærsted
Abrahamsen · Andersen · Blikra · Charmig · Dversnes · Eg · Gregaard · Gudmestad · Halvorsen · Hansen · Hindsgaul · Holter · Hulgaard · A. Johannessen · T. Johannessen · K. Kulset · S. Kulset · Larsen · Levy · Resell · Saugstad · A. Skaarseth · I. Skaarseth · Sleen · Tiller · Træen · Urianstad · Wærenskjold · Wærsted